# Charles Stein
Pour les articles homonymes, voir Stein.
Charles Stein est un statisticien américain né le 22 mars 1920 et mort le 24 novembre 2016, professeur émérite de statistiques à l'université Stanford. Il est connu pour le paradoxe de Stein en théorie de la décision et pour la méthode de Stein qui permet de démontrer le théorème central limite.

## Publications
- (en) Charles Stein, « Inadmissibility of the usual estimator for the mean of a multivariate distribution », dans Proceedings of the Third Berkeley Symposium on Mathematical Statistics and Probability, vol. 1, 1956 (MR 0084922, lire en ligne), p. 197–206